# ENDLESS CIRCLE
『ENDLESS CIRCLE』(エンドレス・サークル)は、日本のバンドB-DASHのインディーズ・シングルである。

## 概要
- 唯一のインディーズ・シングル。

## 収録曲
全作詞:GONGON、全編曲:B-DASH
1. ENDLESS CIRCLE
2. KIDS
3. GOD OF MUSIC
4. VOICE OF TRUTH
5. MISOSHIRU

## 収録アルバム
- B-DASH BEST (#1,2,5)
- LEAD SONG COLLECTION (#1、'07 MIX)